# Von-der-Tann-Marsch
Der Von-der-Tann-Marsch ist ein deutscher Militärmarsch. Er wurde von Andreas Hager nach Motiven fränkischer Volkstänze komponiert. 1871 widmete er den Marsch dem General der Infanterie Ludwig von der Tann-Rathsamhausen.
Dieser Marsch wurde ab 1895 der Parademarsch in Kompaniefronten des 11. Infanterie-Regiments „von der Tann“. Der Marsch wurde in die preußische Armeemarschsammlung unter der Signatur AM II, 251 aufgenommen und später in die Heeresmarschsammlung unter HM II, 108 übernommen.